# Raimundo Rouge

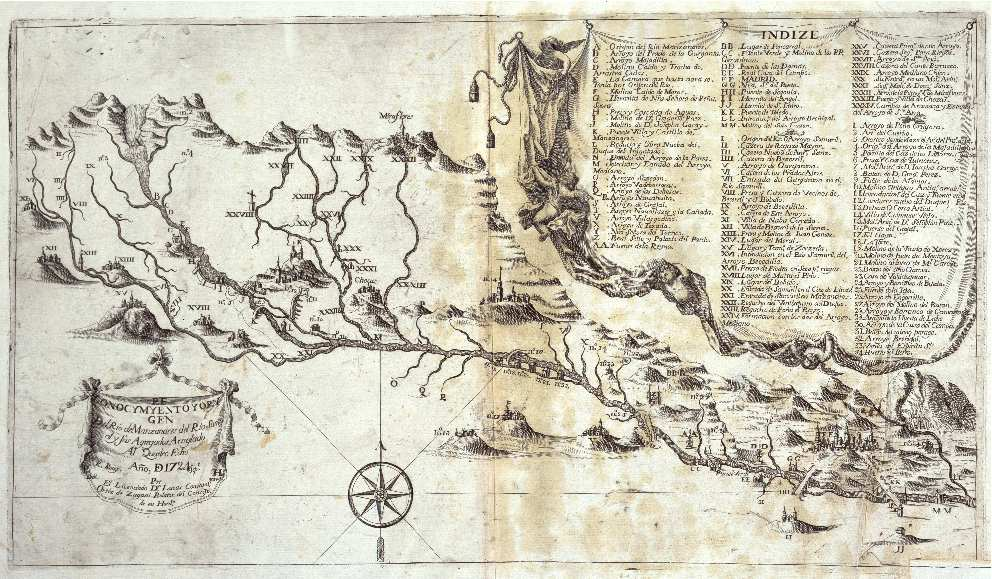
Reconocymyento y orygen del Rio de Manzanares del Rio Samuril... por Lucas Constantino Ortiz de Zugasti, grabado de Rouge por dibujo de Pedro Hernández, 1724. Biblioteca Nacional de España

Raimundo Rouge, activo en Madrid en la tercera década del siglo XVII, fue un grabador en cobre del que apenas se conoce un reducido número de estampas que llevan su firma. 
Esos grabados son: un mapa del curso y origen del río Manzanares del río Samuril (sic), fechado en 1724, del que se conservan ejemplares en la Biblioteca Regional de Madrid y la Biblioteca Nacional de España, una estampa suelta de devoción con el verdadero retrato de la Virgen de los Remedios como se venera en su ermita de Colmenar Viejo, 1728; el verdadero retrato del Cristo de la Luz como se venera en la parroquial de Santos Justo y Pastor de Madrid (sin fecha, Museo de Historia de Madrid); los retratos de dos monjas: el de la madre Paula de la Madre de Dios, fundadora del hospital de pobres de Ugíjar, que ilustra su Vida, escrita por fray Antonio de Guzmán (Madrid, 1727), retrato prohibido por la Inquisición junto con el mismo libro y cualquier otro retrato de ella o de su esposo, Juan del Espíritu Santo, y el de la madre Ana Felipa de los Ángeles, agustina recoleta de Medina del Campo, incorporado a la biografía que le dedicó el padre Juan de Ellacuriaga (Madrid, 1728); además de las ilustraciones de las Horas de la Passión de Christo con estampas finas de Manuel Agustín Martínez y Ramos (Madrid, 1726) y una viñeta para la edición madrileña de la Historia general de los hechos de los castellanos en las islas y tierra firme del mar océano (1725-1726), obra en la que compartió trabajo con Matías de Irala.
Lleva también su firma una estampa abierta a partir de un previo y maltratado grabado de la Virgen llamada de los Desamparados que se guardaba con mucha devoción en el desaparecido convento o beaterio de San José de hermanas de la Orden Terciaria franciscana de Madrid, con la inscripción: «Verdad.o Retrato de N.a S.a de los Desamparados q. vulgarmen.te llaman la / Remendadica y se Venera en el Coro del Comb.to de Fran.cas de S. Ioseph de Madrid».
La estampa original, actualmente desaparecida, a la vista del grabado de Rouge reproducía una pintura de la Virgen con el Niño de Pierre Mignard, perdida también pero bien conocida por haber sido repetidamente copiada en distintos formatos y soportes. Entre esas copias cabe destacar la conservada en la Alte Pinakothek de Múnich, pintura al óleo, considerada la de mayor calidad y del propio taller del pintor, o un grabado de François de Poilly en el mismo formato ovalado de la estampa de Rouge. Muy popular, la composición inspiró también un tapiz de la Real Fábrica de Tapices de Santa Bárbara tejido en 1721 a partir de un cartón pintado por la reina Isabel de Farnesio, inventariado en 1734 en el Palacio de La Granja donde se describe como «Isabel como Virgen de los Desamparados». Retrato a lo divino en el que las facciones de la Virgen serían las de la propia reina, amante de las artes y coleccionista de pinturas. El beaterio de San José, en el que se exponía la venerada —y deteriorada— estampa, se encontraba según Ramón de Mesonero Romanos, en el número 115 de la calle de Atocha, inmediato al Recogimiento de niños y niñas huérfanos de Nuestra Señora de los Desamparados, en el lugar donde tenía su imprenta Juan de la Cuesta y se imprimió la primera edición del Quijote, hasta que en 1837 se transformó en la primera escuela de párvulos fundada por la Sociedad filantrópica para propagar y mejorar la educación del pueblo. La historia del hallazgo de la estampa por un fraile franciscano en una atarjea o desagüe de aguas fecales por la parte exterior de la Puerta del Sol, ya a las afueras de Madrid, motivo por el que hubo de ser recompuesta pegando —remendando— algunos trozos de papel, la relata de forma novelesca Antonio de Capmany, y con mayor sobriedad Ildefonso Rodríguez y Fernández en el decenal La Controversia, donde describe la imagen —que originalmente habría tenido el título de Nuestra Señora de los Afligidos— de forma circular, ligeramente ovalada, de 42 cm de alto por 35,5 de ancho, con algún parecido —dice— con la Virgen de la Servilleta de Murillo, el cabello en rizados bucles recogidos por detrás y la boca «preciosa y sonriente»; pero lo que más llama la atención de ella, completaba su descripción, son los trozos de estampas pegados en alto y a la izquierda de la Virgen para disimular los daños.